# David (fils d'Adarnassé VII Bagration)
Pour les articles homonymes, voir David.
David Bagration est un prince géorgien du Xe siècle, duc de Tao Supérieur, de la famille des Bagrations.
David Bagration est le fils aîné d'Adarnassé VII Bagration, lui-même fils aîné du comte Gourgen Ier d'Artani. La Chronique géorgienne dit qu'il porte le titre d'eristavi (grand-duc). Selon Cyrille Toumanoff, il aurait régné de 896 à sa mort en 908. En tout état de cause, il est mort sans enfant, avant 918, date de la mort de son oncle et successeur Achot d'Artani.

## Sources
- Cyrille Toumanoff, Les dynasties de la Caucasie chrétienne de l'Antiquité jusqu'au XIXe siècle : Tables généalogiques et chronologiques, Rome, 1990, p. 130.
- Marie-Félicité Brosset, Additions et éclaircissements à l'Histoire de la Géorgie, Académie impériale des sciences, Saint-Pétersbourg, 1851 (lire ce livre avec Google Books : ) Addition IX.